# Terre-Neuve
Terre-Neuve (em crioulo, Tènèv), é uma comuna do Haiti, situada no departamento do Artibonite e no arrondissement de Gros-Morne.